# Алва (Оклахома)
Алва (англ. Alva) — город в США, административный центр округа Вудс, штат Оклахома. Население — 5028 человек (2020).

## География
Алва расположена по координатам 36°48′04″ с. ш. 98°40′04″ з. д. (36.801087, -98.667907). Согласно Бюро переписи населения США, город имеет площадь 6,19 км².

## Демография
| Год переписи                          | Нас. |  | %±     |
| ------------------------------------- | ---- |  | ------ |
| 1900                                  | 1499 |  | —      |
| 1910                                  | 3688 |  | 146%   |
| 1920                                  | 3913 |  | 6,1%   |
| 1930                                  | 5121 |  | 30,9%  |
| 1940                                  | 5055 |  | −1,3%  |
| 1950                                  | 6505 |  | 28,7%  |
| 1960                                  | 6258 |  | −3,8%  |
| 1970                                  | 7440 |  | 18,9%  |
| 1980                                  | 6416 |  | −13,8% |
| 1990                                  | 5495 |  | −14,4% |
| 2000                                  | 5288 |  | −3,8%  |
| 2010                                  | 4945 |  | −6,5%  |
| 2020                                  | 5028 |  | 1,7%   |
| 1900–2020 Десятилетняя перепись в США |      |  |        |

Согласно переписи 2010 года, в городе проживало 4945 человек в 2107 домохозяйствах в составе 1134 семей. Плотность населения составляла 799 человек/км². Было 2568 квартир (415/км²).
Расовый состав населения:
| - 90,0% — белых - 2,1% — коренных американцев - 2,0% — черных или афроамериканцев - 1,1% — азиатов - 2,0% — лиц других рас |

К двум или более расам принадлежало 2,7%. Доля испаноязычных составила 4,6% всего населения.
По возрастному диапазону население распределялось следующим образом: 19,1% — лица младше 18 лет, 63,7% — лица в возрасте 18-64 лет, 17,2% — лица в возрасте 65 лет и старше. Медиана возраста жителя составила 31,4 года. На 100 человек женского пола в городе приходилось 100,7 мужчины; на 100 женщин в возрасте от 18 лет и старше — 98,4 мужчин также старше 18 лет.
Средний доход на одно домашнее хозяйство составил 63 651 доллар США (медиана — 50 151), а средний доход на одну семью — 84 857 долларов (медиана — 64 784). Медиана доходов составляла 37 704 доллара для мужчин и 24 603 доллара для женщин. За чертой бедности находилось 19,6% человек, в том числе 28,4% детей в возрасте до 18 лет и 9,6% лиц в возрасте 65 лет и старше.
Гражданское трудоустроенное население составляло 2700 человек. Основные области занятости: образование, здравоохранение и социальная помощь — 21,0%, розничная торговля — 12,0%, искусство, развлечения и отдых — 11,3%, сельское хозяйство, лесничество, рыбалка — 10,7%.